# Diego Chaher
Diego Martín Chaher (San Carlos de Bariloche, 1 de enero de 1973) es un abogado argentino que ejerce como titular de la Agencia de Transformación de Empresas Públicas del Ministerio de Economía de la Nación.

## Biografía
Nació en 1973 en San Carlos de Bariloche, Provincia de Río Negro. Se recibió de abogado en la Universidad de Belgrano y realizó un magíster en Derecho Empresario en la Universidad Católica de Cuyo.Desde 1998 vivió en la provincia de Mendoza y a pesar de haber nacido en Río Negro se define como «Recontra mendocino plus».
En el sector privado, trabajó como gerente de Canal 8 de San Juan, en Supercanal-Arlink (actual Super) y en Grupo América, todas empresas relacionadas al empresario Daniel Vila.

### Función Pública
En febrero de 2024, a través del Decreto 117/2024, se declaró la intervención de los medios públicos estatales de Argentina, lo que incluía a las empresas Radio y Televisión Argentina, Educ.ar, Télam y Contenidos Públicos S.E.. En ese decreto se designó a Chaher como interventor de Radio y Televisión Argentina y de manera ad honorem de las otras empresas.Consultado por cómo llegó al gobierno declaró que «Fue por referencias, porque me conocía mucha gente del ambiente». Desde ese puesto fue el encargado de llevar a cabo la disolución de Télam, proceso que culminó el 1 de julio de ese mismo año. En ese mismo día, renunció al puesto de interventor de todas esas empresas para asumir como secretario de Empresas y Sociedades del Estado de la Jefatura de Gabinete de Ministros.

#### Agencia de Transformación de Empresas Públicas
Tan solo 18 días después de su designación como secretario, el gobierno creó la Unidad Ejecutora Especial Temporaria «Agencia de Transformación de Empresas Públicas» en el ámbito del Ministerio de Economía y Chaher fue el elegido para asumir esta nueva estructura.Esta agencia tiene a su cargo 58 empresas estatales. En febrero de 2025, representó al gobierno nacional en la privatización de las acciones de IMPSA. 

###### Intervención en Casa de Moneda
Desde 2024 lidera el proceso de cierre de Casa de Moneda (CMA), sobre la cual declaró que «En la Casa de la Moneda no aprueban balances desde la época de Boudou». Se intervino la empresa y se transformó de sociedad del Estado a sociedad anónima unipersonal.Durante el proceso cerraron Compañía de Valores Sudamericana, división de CMA que se encargaba de producir las matrículas automovilísticas del país y se pasó esa tarea directamente a Casa de Moneda, lo cual generó una falta de matrículas en el país que duró un año.En junio de 2025, anunciaron el fin de contrato para la provisión de matrículas. Un mes después se traspasaron funciones de CMA, como la emisión de pasaportes al RENAPER, la producción de instrumentos fiscales a ARCA, y la gestión de la billetera virtual a ARSAT.Para 2025 el 75 % del circulante monetario era importado, proveniente de contratos con mejores condiciones económicas con las empresas China Banknote Printing and Minting Corporation y Crane Currency.